# عقد 430
عقد 430 هو عقد امتد بين 1 يناير 430 و31 ديسمبر 439 بحسب التقويم الميلادي. سبقه عقد 420 ولحقه عقد 440.

## مواليد
- سيدونيوس أبوليناريس (430)
- أودواكر (433)
- شيلديريك الأول (436)
- باسينا تورينغن (438)

## وفيات
- بهرام جور (438)
- سلستين الأول (432)
- إسحاق الأرمني (439)
- فيلوستورغيوس (439)
- سوريانس (437)
- أوغسطينوس (430)
- نينيان (432)
- بونيفاكيوس (432)

## كتب
- Yves Denis Papin (1998). Chronologie de l'histoire ancienne. Lieu de publication non identifié: Éditions Jean-paul Gisserot. ISBN:2-87747-346-5. OCLC:40746926. مؤرشف من الأصل في 2022-03-16.
- موسوعة حضارة العالم (2002) لأحمد محمد عوف.

## روابط خارجية
- تصفح سنة بسنة عقد 430 على موقع onthisday.com
- تصفح سنة بسنة عقد 430 ابتداءً من سنة عقد 430 على موقع المكتبة الوطنية الفرنسية